# Nikolai Karotamm
Nikolai Karotamm, né le 23 octobre 1901 dans la commune de Pärnu en Estonie et décédé le 21 septembre 1969 à Moscou, est un dirigeant communiste estonien.

## Biographie
Nikolai Karotamm fait partie du groupe dit des « communistes de juin » qui ont vécu en Union soviétique durant la Seconde Guerre mondiale et, à la fin de celle-ci, se sont mis au service de Staline lorsque l'Armée rouge a pris possession du territoire estonien et fait du Parti communiste d'Estonie (en estonien : Eestimaa Kommunistlik ParteiEKP) le seul parti politique autorisé.
Karotamm est, entre 1944 et 1950, le Premier secrétaire du Comité central du Parti communiste d'Estonie. À ce titre, il est l'un des principaux dirigeants politiques de la République socialiste soviétique d'Estonie impliqué dans la mise œuvre de la politique de Staline au cours de la seconde occupation de l'Estonie par l'Union soviétique (à partir de 1944). Sous la direction de Karotamm, le système politique, la société et l'économie estoniennes ont été complètement transformées à l'image  du système social soviétique : système politique autoritaire, collectivisation de l'agriculture et des entreprises. Une campagne de russification de l'Estonie est même alors lancée.

## Rôle dans les déportations de mars 1949
Karotamm est responsable de l'organisation en Estonie de la déportation massive d'Estoniens vers l'Union soviétique du 25 mars 1949 dont l'objectif était à la fois de supprimer la résistance à la collectivisation des exploitations agricoles, de décapiter l'élite intellectuelle et de priver les mouvements de résistance clandestine de leurs appuis logistiques au sein de la population. Environ 20 000 personnes, soit 3 % de la population estonienne de l'époque, ont été déportés. Les dirigeants du Parti communiste soviétique lui ont pourtant reproché en 1950 de pas avoir réalisé des déportations suffisamment massives. Des conflits avec le groupe de communistes estoniens de Moscou l'obligent la même année à quitter son poste à la tête du Parti communiste de l'Estonie au profit de Johannes Käbin. Il ne joue plus de rôle politique par la suite et est chercheur en économie à Moscou jusqu'à sa mort en 1969.

## Sources
- (de) Cet article est partiellement ou en totalité issu de l’article de Wikipédia en allemand intitulé « Nikolai Karotamm » (voir la liste des auteurs).